# Конвенція про запобігання та покарання злочинів проти осіб, які користуються міжнародним захистом, у тому числі дипломатичних агентів
Конве́нція про запобіга́ння та покара́ння зло́чинів про́ти осі́б, які́ кори́сту́ються міжнаро́дним за́хистом, у тому́ числі дипломати́чних аге́нтів — юридично обов'язкова для держав-учасниць міжнародна угода, яка містить визначення «осіб, які користуються міжнародним захистом» (глави держав або урядів, міністри закордонних справ, державні службовці та представники міжнародних організацій, які мають право на особливий захист в іноземній державі, та їхні сім'ї) та зобов'язує встановити ефективні заходи для запобігання та покарання за злочини проти них та їх майно, які створюють загрозу для підтримання нормальних міжнародних відносин, необхідних для співпраці між державами. Сторони зобов'язані встановити юрисдикцію щодо описаних правопорушень; передбачити відповідне покарання за правопорушення; взяти ймовірних правопорушників під варту; переслідувати або екстрадувати ймовірних правопорушників; співпрацювати в профілактичних заходах; а також обмін інформацією та доказами, необхідними у відповідних кримінальних провадженнях.